# Турско робство
Турско робство или османско иго са  наименования за обозначаване на петвековния период от историята на българския народ, по време на който той е лишен е лишен от своя държава и е включен в границите на Османската империя. От историографска гледна точка днес те се смятат за остарели. Метафората за робството, чрез която се подчертава подчиненото положение на българския народ, намира израз и в определянето на властващите като поробители, дори от страна на историци, които наричат периода „османско владичество“. Историците, които приемат употребата на тази утвърдена в миналото терминология, не смятат, че българите са били турски роби в буквалия смисъл на думата. През 19 век „турско“ и „османско робство“ се използват и в европейската наука и публицистика за обозначаване на положението на балкански народи, намиращи се под османска власт. Терминът турско робство в миналото е бил използван за обозначение на периода на османското владичество и в сръбската историография, но днес се отхвърля. Представата за „четиристотингодишно турско иго“ е част от изграждането на националната програма на гръцката държава през XIX век. В Гърция днес се използва термина „туркократия“ или „турско господство”. Терминът „османско владичество” се е утвърдил през последните десетилетия в българската историческа наука и е също международно утвърденият научен термин за обозначаване на режима, при който са живели всички подвластни на Османската империя народи. През 1993 година османистката Цветана Георгиева представя тази терминология като утвърдена и отхвърля другия термин, появил се за кратко в политическото пространство в началото на 90-те години на 20 век - „османско присъствие“.

## Възникване и развитие на термина „турско робство“
Антиосманската тенденция в българската книжнина се среща в различни произведения след 14 век - като летописни бележи, агиографски съчинения, сборници със смесено съдържание от 17-18 век.  Йосиф Брадати пише през 18 век за „нечестиваму агарянину“, който не зачита никакви закони и не познава човещина.
През 1762 г. Паисий Хилендарски завършва "История славянобългарска", в която оценките за османците и османската държава обслужват процеса на формирането на българската национална идентичност. Тази книга съдържа оценките за османския период, които трайно навлизат в българската литература през 19-ти и 20-ти век. Според Паисий агаряните са виновници за унищожаването на постигнатото от славната българска средновековна държава. Думите, които са използвани за описание на случилото се, че те са „поробили“ и „завладели България“ и „досега държат в робство и угнетяват българската земя“. В тази книга се изграждат елементите на историческия мит, чрез спомена за славното минало през Средновековието и за значимите национални травми през периода на робството. Идеята за робството е утвърдена през Възраждането в характерната за онази епоха романтична реторика, като средство за пробуждане на националната идея, с остри статии в емигрантския печат в полза на каузата за свобода и независимост. Метафоричното възприемане на християните в Османската империя като роби не засяга само положението на българите през този период. Американският финансист Никълъс Бидъл, който пътува из Гърция през 1806 година, пише, че отношенията между турците и гърците са като между господари и роби. „...дори музиката им и нещастното носово сумтене на роба, който се страхува да говори високо, ни казват, че те имат господар“, отбелязва той. Като турско иго се възприема положението на българите и от чужди автори по време на Възраждането. Йован Раич в своята „История разных славенских народов найпаче болгар, хорватов и сербов“ (1794 г.) описва османското завоевание като изключително нещастие за българския народ, който „в поданстве и иге турском под яремом стенут“.
Историчката Евелина Келбечева разглежда историята за турското робство като невидим вирус в българската идентичност, като според литературоведа Аретов се поддържа чрез институционализираната държавна политика. Той смята, че митът за турското робство се подхранва от идеята за някаква трагична изостаналост на империята, поради „азиатщината“ и „варварството“ на турците. Тя е застъпена широко в белетристиката от края на 19 век, но нанеся траен отпечатък и върху хуманитарните науки, като историографията.

## Съвременни полемики около термина
В началото на 2016 година избухва разгорещена дискусия, когато става ясно, че в проект на програма по история за VI клас, публикувана от Министерството на образованието и науката, не се употребява нито „османско владичество“, нито „османско робство“, а се говори за „съжителство между традициите на християни и мюсюлмани“, „взаимни влияния между културите на християнството и исляма" и „османската власт“. Министърът на образованието и науката Тодор Танев отхвърля тази терминология и като заявява, че историците следва да се произнесат, изразява личното си предпочитание към употребата на „робство“. Терминът „съжителство“ не се приема от историци като Владимир Станев и Искра Баева. Баева посочва, че чисто научните изследователски термини са „господство" и „владичество”, но отбелязва, че продължава да се използва и старият термин, дошъл от Възраждането – „робство” и не вижда основание да не се използва и този термин, имащ емоционално съдържание, но редом с другите.
Според културния антрополог Харалан Александров оспорването на термина робство се приема като посегателство върху колективната идентичност, а зад идеята за „турското робство“, като средство за манипулация на общественото мнение, се крият русофилските среди в България. Според Христо Матанов турското робство е емоционална категория с литературен привкус, обясняваща провала на националните ни идеали. Според него проблемът с робството идва от това, че нацията ни не е успяла до днес да изгради напълно националното си самосъзнание. Освен терминът „робство“, спорен е и терминът „турско", доколкото етнонимът турчин и наименованието на държавата Турция се налагат официално едва при окончателното разпадане на империята след Първата световна война. Редица автори в по-ново време разглеждат представата за турското робство като исторически мит, който се налага в българската национална памет през Възраждането, като смятат, че за мнозина българи той е с изключителна важност. Оспорването му, според културния антрополог Харалан Александров, се приема като посегателство върху колективната идентичност. Османистката Цветана Георгиева, която нарича периода „османско владичество“, е по-умерена, когато коментира определението „турско робство“. Според нея това е определение-лозунг, в името на който мнозина са дали живота си. Като подчертава емоционалното съдържание на „турско робство“ и факта, че тази терминология не отговаря на научната прецизност, Георгиева отбелязва, че „османско владичество“ и „турско робство“ имат различни нюанси, но не са противоположни и изключващи се, а противопоставянето им връща към времена, в които миналото се възприма едноцветно. Историкът Кръстьо Манчев поддържа научната теза, че терминът турско робство е  неправилен и в Османската империя българите никога не са били роби. Според историка Божидар Димитров терминът „турско робство“ може да се използва в литературата, публицистиката и киното, но не и в историографията.
Българистът Раймонд Детрез приема, че по време на Студената война комунистическият режим в България прави всичко възможно за да  пропагандира идеята за „вечната дружба“ с Русия. В резултат на това, в исторически план се идеализира политиката на Руската империя към българите, а тази на Османската империя се демонизира, включително, като се представя по възможно най-страшен начин случилото се по време на „турското робство“. Тези едностранчиви, според него, представи и днес се приемат за исторически достоверни от мнозина българи. Литературоведът Николай Аретов смята, че обстоятелството, че има доста българи, които се чувстват засегнати, когато им кажеш, че предците им не са били роби е симптом за проблем. Историкът Пламен Цветков дори определя термина турско робство като "мегамит". Институцията на робството в Османската империя има специфики, които не позволяват чрез този термин да бъде описан статутът на огромната част от българските поданици на султана. Според историка Христо Матанов, когато се отрича съществуването на робство по време на османското владичество, не бива да се стига до абсурдни идеи, че за българите животът в Османската империя е бил лесен. Както всички империи през онези столетия, Османската империя в екстремни ситуации също проявява насилие, като християните често са негови жертви.  В тази империя е налице дискриминационно отношение към християни и юдеи. Историкът Иван Илчев също е на мнение, че това насилие е както религиозно и социално, така и политическо, но не е робство.
Според философа Калин Янакиев, българската историография все още не успява да предложи критичен прочит на периода на османското владичество, достъпен за широката общественост. След 1989 г. в българското образование са въведени промени, с които се прави сериозен опит за промяна на традиционното разглеждане на Османското владичество като "мрачен период" в българската история. Въпреки това терминът "турско робство" продължава да присъства в някои текстове, които следват въведената от Паисий терминология, затвърдена през 19 в. от идеолозите на националноосвободителното движение. През 2009 г. проф. Кръстьо Манчев от БАН се опитва в поредица от интервюта да покаже, че в Османската империя българите не са били роби в предосвобожденския период, като дори отрича робството в Османската империя.. В други свои изяви преди и след това Манчев приема, че в Османската империя по принцип е имало законово регламентирано робство. През 2016 г. група учени от БАН и СУ изпращат открито писмо до МОН в което изтъкват, че българското население в Османската империя никога не е имало робски статут. Според журналиста Александър Андреев от Дойче веле тези хора, които не могат без носталгията по турското робство, нито желаят, нито могат да се пригодят към днешния свят, като за тях то е пъпната връв, която ги свързва с едно полуизмислено и силно митологизирано минало. Той твърди, че има мощна, масова и леко налудничава подкрепа за словосъчетанието „турско робство”, като припомня мисълта на Фридрих Ницше, че при отделния човек лудостта е по-скоро изключение, но при групи от хора тя е правило. Друг журналист, Антон Гицов, който е привърженик на употребата на „робство“ и „иго“, обръща внимание на различните характеристики и възможните тълкувания на робството, като отбелязва различни форми на несвобода. Като се позовава на  проф. Кевин Бейлс от Нотингамския университет, Гицов пише, че има правни дефиниции, но и такива, които съществуват в обществената памет на дадена народност.
Според историка Щ. Щерионов в периода преди падането на България под властта на османските завоеватели населението й е около 1,4 милиона души. След Освобождението се оказва, че българите-християни в Княжеството и Източна Румелия са вече около 2,4 милиона души. Ако се добави и броят на помаците, без този на българите останали извън страната, става ясно, че бройката се е удвоила. През епохата на османското владичество отрицателен прираст на населението се наблюдава единствено между средата на 17-и и началото на 18-и век, като причина са влошените климатични условия и епидемиите. През целия период българите-християни държат темповете на демографско нарастване, които превишават съответните показатели за мюсюлманите. Това не променя факта, че при османското завоевание са опустошени и обезлюдени редица места из балканските земи, включително Търново. През следващите столетия опустошенията и обезлюдяването са характерни за периода на размириците от втората половина на 18 и началото на 19 век. Причинени са огромни разрушения и са дадени много жертви. В повечето случаи това е дело на кърджалии и аяни, с които властта не може да се справи, но властта също репресира населението. В стопанско отношение България е сред най-развитите части на империята. По време на Възраждането градовете бързо се побългаряват в резултат от интензивната миграция от селата. Същевременно, броят на убитите в резултат от държавни репресии при бунтове и въстания се движи в рамките на средните показатели за континента. Жертвите на Априлското въстание през 1876 г. са между 30 и 35 хиляди души, докато по време на Полското въстание в Русия през 1863 г. те са 60 хиляди души.

## Историчност

### Буквална употреба на „робство“
Поробванията, особено на млади хора, са част от практиката при османското завоевание, наред с изселванията, убийствата, разрухата на икономиката, загубата на културни ценности, деформацията на структурата на обществото. Това важи както за българските земи, така и за други територии, завладени от османците,  Въпреки това Османската империя е феодална, а не робовладелска държава. Закрепоставянето в нея е много по-слабо от закрепостяването в Западна Европа, но както твърди социологът Николай Найденов, личната зависимост на селянина от всеки случаен феодал е по-силна. Селянинът може да смени местожителството  си сравнително лесно, но където и да отиде, ще е зависим от местния господар, а в условията на дискриминация - от всеки въоръжен мюсюлманин.
През Априлското въстание, наред с информациите за убийства, има свидетелства за поробвания в зоните на активна съпротива, възродена и „максимално разширена“, по думите на историка Валери Колев, практика, продължила и по време на Руско-турската война от 1877-1878 г. През 1879 година, въпреки съпротивата на османските власти са събрани сведения за не по-малко от 2200 българи-роби, отвлечени и продадени в различни райони на империята - в района на Галиполи, Чанаккале, Измид, на малоазийския бряг срещу остров Самос, в Гюмюрджина, Бейрут, Месопотамия, Египет. Те произхождат главно от Южна България, но не са малко и робите от Търновско. Според историчката Олга Тодорова българските роби в края на Османското владичество не са били толкова многобройни, че да дадат основание да се говори за пълно съответствие с останалото на битово и фолклорно ниво понятие за турско робство, както твърди Валери Колев, а по-скоро е бил голям шокът сред населението от възстановената практика на „робене“, за която се е мислело, че е безвъзвратно останала в миналото.

### Метафорична употреба на „робство“
Османската империя е конфесионална, а не национална държава. В нея православните християни, са се считали за дискриминирани като религиозна група, но до появата на национализма през 19 век, те не са се чувствали членове на подтисната народност. Всъщност, съществувала е една привилегирована религиозна общност, мюсюлманите, както и няколко други религиозни общности, като православни християни, арменски апостолици и юдеи, които са били третирани като граждани втора ръка. Българите и всички други православни, които са приели исляма, са имали пълен достъп за кариера във всички държавни институции. Повечето днешни изследователи приемат, че ислямизирането на Балканите е било продължителен и предимно доброволен процес. Управляващите в империята са били "османците“. Турците не са имали повече права от останалите мюсюлмани - араби, кюрди и др., а християните турци - гагаузите, са били третирани по същия начин като останалите християни. През 19 век българските революционери оправдават борбата си за национална независимост, като се позовават на османската тирания, произвол, корупция, неефективност, изостаналост и т. н., но не и на целенасочена политика на асимилация. Потисническото естество на Османската империя е факт, но в нея никоя етническа група не е била потисната сама по себе си. Ако българските просветители от 19 век са разглеждали българите като потисната етническа общност, то заплахата за оцеляването им като етнокултурна общност е идвала не от турците, а от гърците. Гръцкото духовенство и буржоазия са „потискали“ българите, като са  упражнявали културен натиск за гърцизация на българското градско население. Историкът Илчо Димитров, оглавяващ специалната комисия към ЦК на БКП за т. нар. „Възродителен процес“, подчертава насилственото завоевание и потисничеството, когато обяснява понятието „турско робство“. Според него то не е съчинено от историци, а от народа, който е бил несвободен (роб). Димитров отбелязва, че при Найден Геров „робство“ се определя като „немане свобода“ и възразява срещу идеализацията на Османската империя. Същевременно, по Българските земи има села в които турци не се заселват. Такава привилегия има например село Мусина, където не само не живее турчин, но такъв няма право да замръква или да осъмва по силата на султански ферман от края на 18 век. Друг подобен пример е Калофер, в който според Захари Стоянов със султански ферман е забранено по улиците да премине турчин с подкован кон, или да роди кадъна. Почти до края на 17 век съществуват привилегировани групи от българи като войнуци и мартолоси, които имат право да носят оръжие. Те са силно облекчени в плащането на данъци, в замяна на задълженията си на охранители на проходи. По това време се повява и заможна прослойка българи, наречена чорбаджии. Видно място сред нея имат занаятчиите (златари, абаджии и пр.), наречени еснафи. Австрийският историк Карл Казер обаче, като подчертава самоуправлението на немюсюлманските общности, отбелязва техните ограничения и факта, че са граждани от втора ръка. Той отбелязва, че немюсюлманите опознават държавата само от нейната нежелана страна, по-точно когато става дума за данъци или преследване  на провинения. Това води до негативно отношение, изграждано от поколения и до факта, че хората не се чувстват поданици.  Други автори отбелязват беззаконието и грабителството. Социологът Никола Найденов дори пише за култа към „красивото, способното, умното, което може да се присвоява безпрепятствено, само защото е християнско“.
В Османската империя през 19 век, под влиянието на идеите на Великата френска революция и на европейската тенденция за трансформация на авторитарните режими са проведени дълбоки реформи в общественополитическия живот, останали в историята под името епоха на танзимата. Тези реформи обаче се сблъскват с редица трудности, свързани с липсата на систематичност, религиозната ориентация на държавата, социалната сктруктура, чувството за превъзходство и други. Съгласно гюлханския хатишериф от 1839 г. се гарантира неприкосновеността на имота, живота и честта на поданиците ѝ. С издадения под външен натиск Хатихумаюн от 1856 г. са дадени равни права на християните и мюсюлманите. Според конституцията от 1876 г. (отменена през 1878 г. и възстановена през 1908 г.) всички поданици са равни пред закона, гарантира се свобода на печата и неприкосновеност на жилището. По това време българите са признати като отделен народ. Това става официално през 1870 г., като те получават право да създават свои езикови, културни и религиозни учреждения като черкви, читалища, училища и др. След Младотурската революция от 1908 г. останалите под робство българи учредяват свои политически партии и излъчват депутати в Османския парламент. Именно стопанския и културен възход по българските земи в тази епоха допринася за развитието на българското национално самосъзнание и борбата за независимост. Както пише антропологът Али Еминов, османското владичество в България не е златен век на толерантност и равенство, но не е и многовековна тъмна епоха на безспирни жестокости към българите.
Историкът Карл Казер пише, че освобождението от „турското робство“ се възприема на първо място като социален успех от масата селски семейства на Балканите, тъй като социалните условия, правовата несигурност и посегателствата на органите на властта са станали нетърпими.
Поредицата от перипетии след националните катастрофи от началото на 20 век, последвали Войните за национално обединение, заменят турското с термините сръбско и гръцко робство за останалите под чужда власт българи.